# Пил, Пол

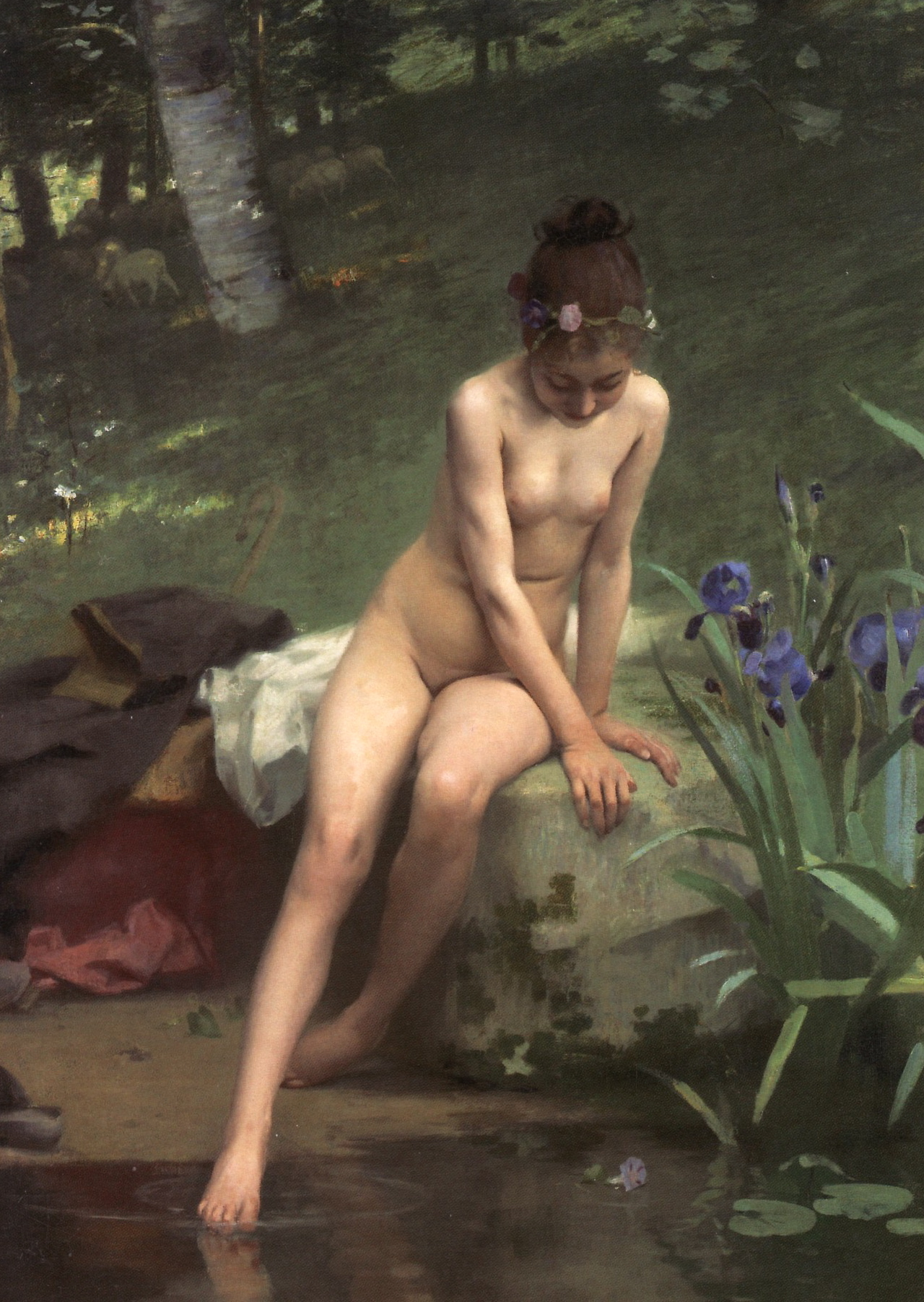
«Маленькая пастушка» (1893). 160.6 × 114.0 cm. Холст, масло. Художественная галерея Онтарио

Пол Пил, англ. Paul Peel (7 ноября 1860, Лондон, Онтарио — 3 октября 1892, Париж) — канадский художник в стиле академизма. Завоевав медаль на Парижском салоне в 1890 г, стал одним из первых канадских художников, получивших международное признание при жизни.

## Биография
Родился в г. Лондон, Онтарио. Уже в детстве художественному мастерству его обучил его собственный отец. Позднее учился у Уильяма Лиса Джадсона (основателя студии витража) и в Пенсильванской академии изящных искусств у Томаса Икинса.
Позднее переехал в Париж, где учился в Школе изящных искусств под руководством Жана-Леона Жерома, а также в Академии Жюлиана у Бенжамена Констана, Анри Дусе и Жюля Лефевра.
В 1882 г. женился на Изор Вердье, которая родила ему сына Робера-Андре и дочь Эмили-Маргерит.
Пил много путешествовал по Канаде и Европе, участвовал в выставках как член Онтарийского общества художников и Королевской канадской академии искусств. Также он принимал участие в таких международных выставках, как Парижский салон, где он в 1890 г. завоевал бронзовую медаль за картину «После купания».
Известен изображениями обнажённой натуры в сентиментальном духе, а также портретами детей. Был одним из первых канадских художников, изображавших обнажённую натуру.
Умер во сне от лёгочной инфекции в Париже в возрасте 31 года.

## Основные произведения
Listed chronologically:
- Devotion (1881)
- Listening to the Skylark (1884)
- Mother and Child (1888)
- The Young Botanist (1888—1890)
- A Venetian Bather 1889
- Portrait of Gloria Roberts (1889)
- After the Bath (1890)
- The Young Biologist (1891)
- The Little Shepherdess (1892)
- Robert Andre Peel (c. 1892)
- Bennett Jull (1889—1890)

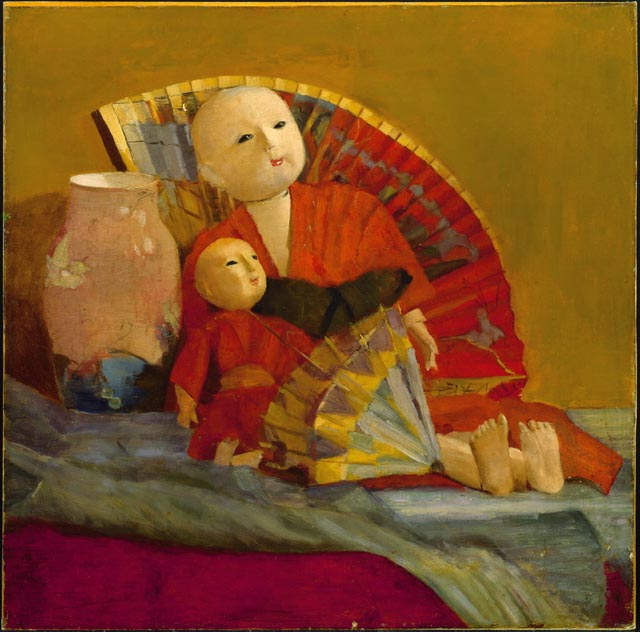
Японские куклы и веер.
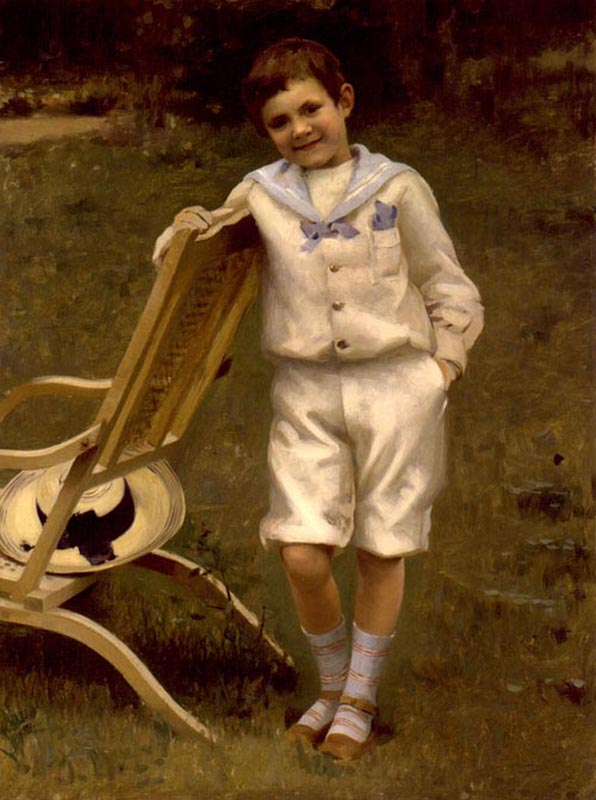
Робер Андре Пил (сын художника), около 1892
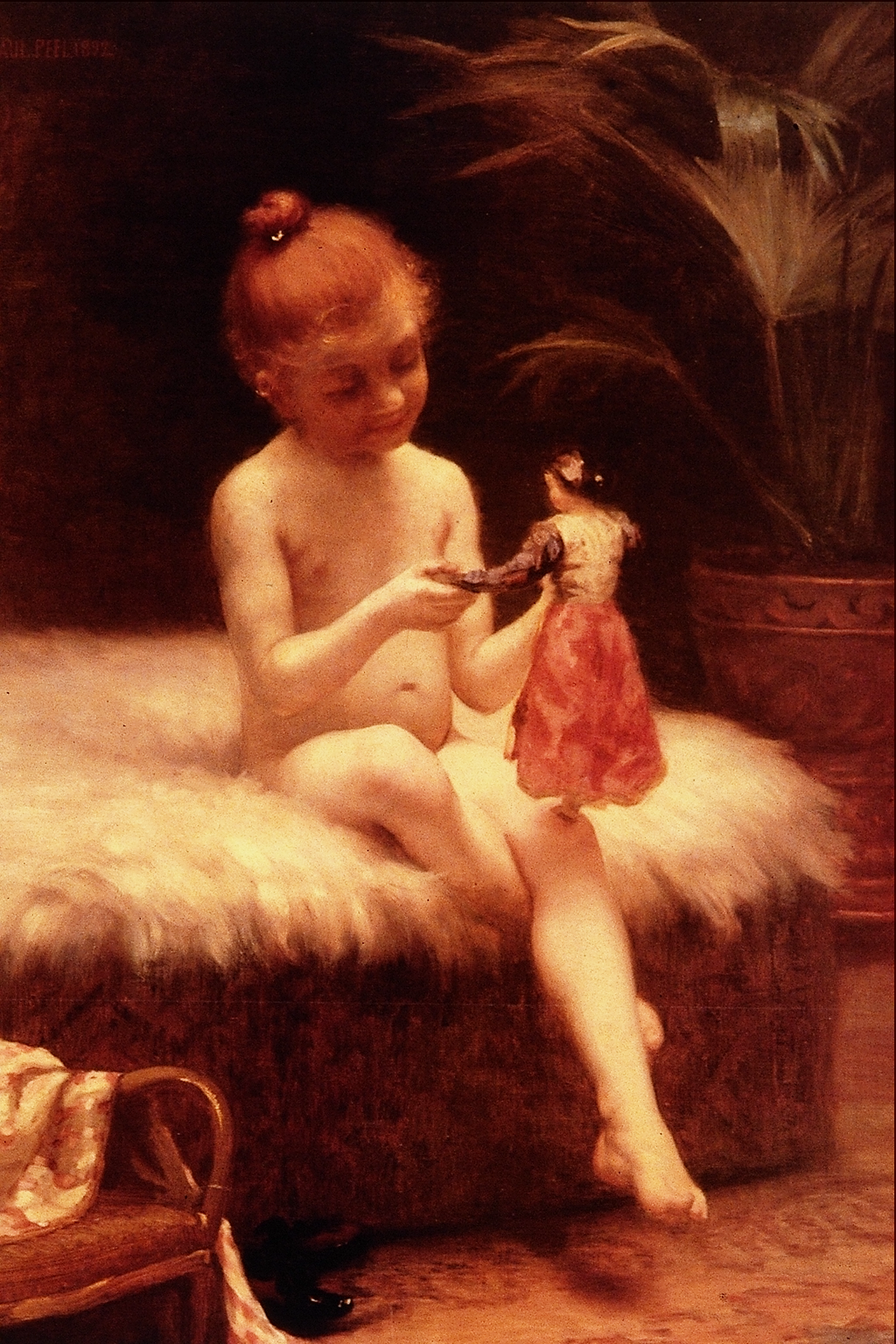
Перед ванной, около 1890
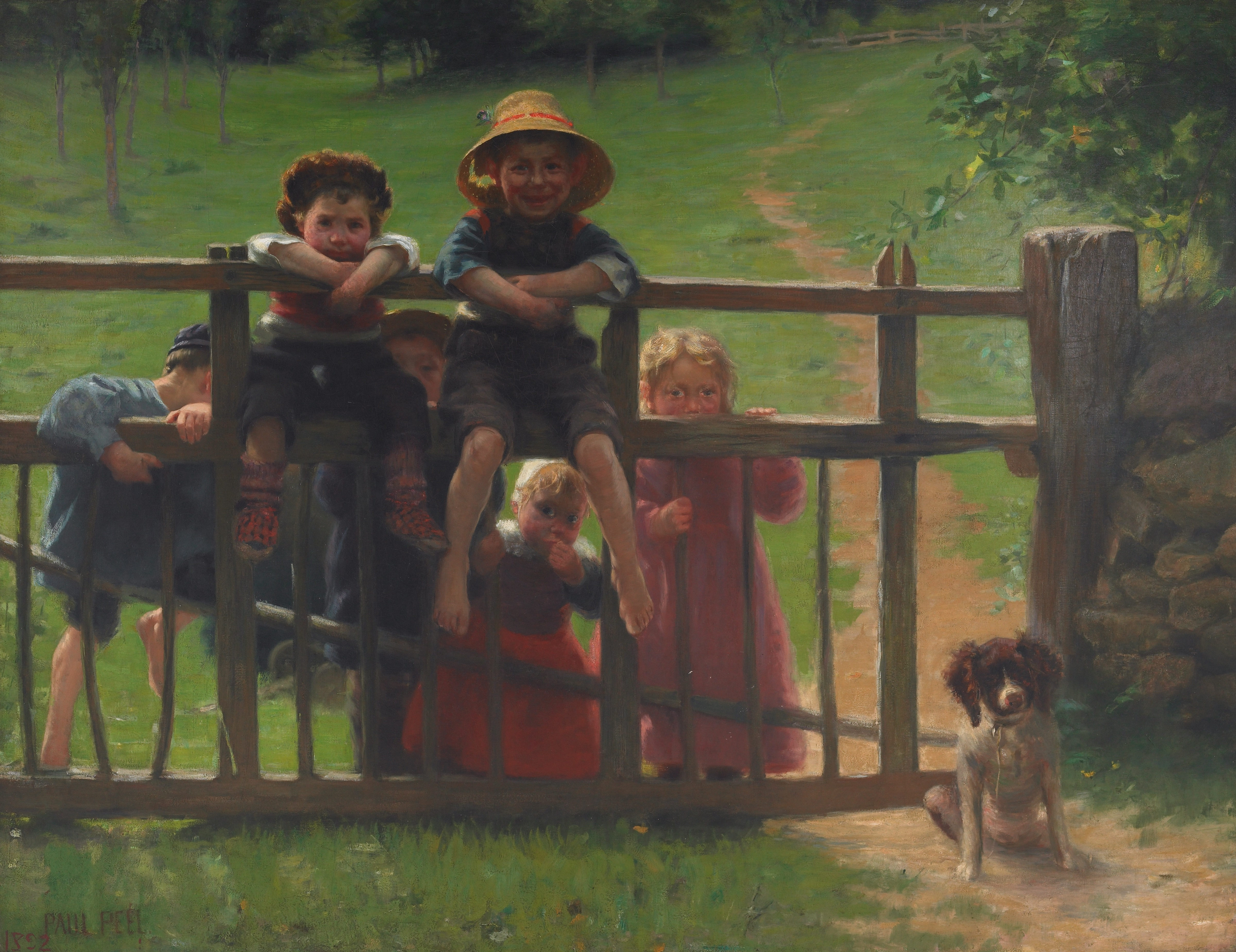
Кресла оркестра, около 1880